# Shyra Ely
Shyra Quontae Ely, coniugata Gash (Indianapolis, 9 agosto 1983), è un'ex cestista statunitense, professionista nella WNBA.
È la sorella di Shy Ely.

## Carriera
È stata selezionata dalle San Antonio Silver Stars al secondo giro del Draft WNBA 2005 (14ª scelta assoluta).